# Health On the Net
 (mars 2016).
Si vous disposez d'ouvrages ou d'articles de référence ou si vous connaissez des sites web de qualité traitant du thème abordé ici, merci de compléter l'article en donnant les références utiles à sa vérifiabilité et en les liant à la section « Notes et références ».
Pour les articles homonymes, voir HON.
Health On the Net Foundation (HON) était une fondation suisse non gouvernementale à but non lucratif, installée à Genève.

## Histoire
Les 7 et 8 septembre 1995, à Genève, une conférence internationale intitulée The Use of The Internet and World-Wide Web for Telematics in Healthcare entraîne la création de HON[réf. nécessaire], qui est établie en 1996. Elle est étroitement associée aux Hôpitaux universitaires de Genève, un centre européen de recherche et développement en médecine et sciences de la vie.
La Fondation a obtenu un statut de consultant spécial (Special Consultative Status) auprès du Conseil économique et social des Nations unies le 23 juillet 2002[source insuffisante]. Ce statut facilite les relations avec les organismes des Nations unies, y compris des relations officielles avec l'Organisation mondiale de la santé (OMS).  
La Fondation a définitivement cessé son activité le 30 juin 2023. Un courriel a été adressé aux membres, indiquant que HON n'est plus mis à jour depuis le 15 décembre 2022 et la création des certificats a été arrêtée. Les certificats encore actifs ont été supprimés.  
Les sites hon.ch et healthonnet.org ne fonctionnent désormais plus.  

## Certification HONcode
Le HONcode est un code de déontologie destiné aux responsables de sites Web dans la mise en place de mécanismes pour la mise à disposition d'une information médicale de qualité, objective et transparente adaptée à la mission et à l'audience du site.
Le HONcode est conçu pour trois types d’audience : le grand public, les professionnels de santé et l'éditeur web ; le responsable du site participe à la certification.
Le HONcode et ses huit principes (disponibles en 35 langues) constituent un système de certification basé sur le concept d’un sceau dynamique. Bien que principalement conçu pour les développeurs et les éditeurs de sites de soins de santé, le sceau HONcode bleu et rouge sur les sites certifiées aide également les utilisateurs à identifier les sources d'information fiables.
| Les huit principes    | Détails |
| --------------------- | --- |
| 1 - Autorité          | Indiquer le nom et la qualification des rédacteurs du contenu du site.                                                                                      |
| 2 - Complémentarité   | Compléter et non remplacer la relation patient-médecin. |
| 3 - Confidentialité   | Préserver la confidentialité des informations personnelles soumises par les visiteurs du site.                                                              |
| 4 - Attribution       | Citer la/les source(s) des informations publiées. Dater les pages d'informations légales et les pages de santé.                                             |
| 5 - Justification     | Justifier toute affirmation sur les avantages et les risques de produits ou traitements. Présenter l'information de manière pondérée.                       |
| 6 - Professionnalisme | Rendre l'information la plus accessible possible, identifier le webmaster, et fournir une adresse de contact.                                               |
| 7 - Financement       | Présenter les sources de financement. |
| 8 - Publicité         | Séparer la publicité du contenu du site et l'identifier. Indiquer les éventuels liens d'intérêts entre les auteurs du site et les entreprises commerciales. |

Le HONcode n'est pas un système de récompense et n'évalue pas directement la fiabilité ou la qualité des informations fournies par un site web. Le HONcode est plutôt un processus qui contrôle les procédés de gestion et de construction d'un site.
Health on the Net Foundation produit le label de qualité le plus ancien, et peut-être le mieux connu selon Petra Wilson.